# Верхние Ташлы
Верхние Ташлы (баш. Үрге Ташлы) — село в Шаранском районе Республики Башкортостан Российской Федерации. Входит в состав Нижнеташлинского сельсовета. Основано в 1782 году как деревня, примерно с 1940-х годов — село. Население в начале XX века превышало 600 человек, ныне оно составляет 209 человек (2021).

## География

### Географическое положение
Расположена в низовьях реки Ташчишма. Вместе с примыкающим селом Нижние Ташлы образует фактически единое село. Расстояние до:
- районного центра (Шаран): 36 км,
- центра сельсовета (Нижние Ташлы): 1 км,
- ближайшей ж/д станции (Туймазы): 43 км.

### Климат
По комплексу природных условий село, как и весь район, относится к лесостепной зоне и характеризуется умеренно континентальным климатом со всеми его особенностями: неустойчивость и резкие перемены температуры, неравномерное выпадение осадков по годам и временам года. В селе довольно суровая и снежная зима с незначительными оттепелями, поздняя прохладная и сравнительно сухая весна, короткое жаркое лето и влажная прохладная осень. Среднегодовое количество атмосферных осадков составляет 429 мм с колебаниями от 415 до 580 мм, наибольшее количество выпадает летом и осенью. Распределение их по годам и по периодам года крайне неравномерное. Продолжительность снежного покрова в среднем 180 дней.
| Показатель                                                                          | Янв.  | Фев.  | Март | Апр. | Май  | Июнь | Июль | Авг. | Сен. | Окт. | Нояб. | Дек. |
| ----------------------------------------------------------------------------------- | ----- | ----- | ---- | ---- | ---- | ---- | ---- | ---- | ---- | ---- | ----- | ---- |
| Средний суточный максимум, °C                                                       | −8,8  | −7,5  | −0,8 | 9,3  | 17,5 | 21,7 | 24,2 | 22,5 | 15,9 | 7,1  | −0,9  | −6,8 |
| Средняя температура, °C                                                             | −11,5 | −10,6 | −4,2 | 4,8  | 12,9 | 17,5 | 20,1 | 18,4 | 12,2 | 4,5  | −3    | −9,2 |
| Средний суточный минимум, °C                                                        | −14,7 | −14,1 | −8,3 | −0,6 | 6,8  | 11,9 | 14,8 | 13,5 | 8,2  | 1,6  | −5,3  | −12  |
| Норма осадков, мм                                                                   | 42    | 34    | 39   | 38   | 52   | 71   | 59   | 57   | 58   | 63   | 49    | 46   |
| Источник: Климатические данные городов по всему миру. Дата обращения: 25 июля 2025. |       |       |      |      |      |      |      |      |      |      |       |      |

## История
Деревня Верхние Ташлы возникла в 1782 году, перед IV ревизией, когда башкиры Киргизской волости Казанской дороги припустили тептярей из татар и безземельных башкир, а чуть позже на тех же условиях — ясачных татар. Первопоселенцем был человек по имени Ахмер с территории нынешнего Татарстана. Название деревни произошло оттого, что первые переселенцы, копая землю, везде натыкались на камни.
По VIII ревизии 1834 года — деревня 4-го тептярского стана Белебеевского уезда Оренбургской губернии. Тептяри владели землёй совместно с башкирами-вотчинниками.
По X ревизии 1859 года в деревне проживало в том числе 46 припущенников (22 мужчины, 24 женщины) в 11 дворах.
По данным конца 1865 года — деревня Верхние Ташлы 3-го стана Белебеевского уезда Уфимской губернии. Располагалась при речке Ташлы-илгасе, на просёлочной дороге из Белебея в Мензелинск, в 115 верстах от уездного города Белебея и в 25 верстах от становой квартиры в селе Шаран (Архангельский Завод). Имелась мечеть. В тот период жители также занимались пчеловодством (в 1870 году — 200 ульев), было 4 водяные мельницы.
В 1895 году — деревня Заитовской волости VI стана Белебеевского уезда, имелись мечеть и хлебозапасный магазин. По описанию, данному в «Оценочно-статистических материалах», деревня находилась на ровном месте; была речка Ташлы, пригодная для мельниц, и два ручья — Сурмекси и Кугарчик, также в полях встречались болотистые места. Надел находился в одном месте, селение — на северо-востоке надела. В последнее время пашня увеличилась за счёт леса. Первое поле было на ровном месте, второе — по пологому склону на северо-восток, а третье — в низине, до двух вёрст от селения. Почва — частично чернозём с незначительной примесью песка, частично чернозём с примесью глины, также около 150 десятин было чернозёма с большой примесью песка. Был большой овраг с обрывистыми глинистыми берегами, увеличивавшийся с каждым годом. Выгон был на ровном месте. В 1905 году также показаны мечеть и хлебозапасный магазин.
По данным подворной переписи, проведённой в уезде в 1912—13 годах, деревня входила в состав Нижне-Ташлинского сельского общества Заитовской волости. 15 хозяйств из 121 не имели надельной земли. Количество надельной земли составляло 988 казённых десятин (из неё 66,17 десятины сдано в аренду 34 хозяйствами), в том числе 25 десятин усадебной земли, 865 десятин пашни и залежи, 60 — сенокоса и 38 — неудобной земли. Также 95 десятин земли было арендовано единолично у крестьян 45 хозяйствами. Посевная площадь составляла 417,61 десятины, из неё 185,75 десятины занимала рожь, 69,27 — овёс, 51,02 — греча, 43,72 — просо, 35,27 — горох, 12,49 — картофель, 8,63 — полба, 7,46 — конопля и 4 десятины — пшеница. Из скота имелось 169 лошадей, 289 голов крупного рогатого скота, 455 овец и 56 коз, также 8 хозяйств держали 26 ульев пчёл. 17 человек занимались промыслами.
В 1914 году деревня Верхние Ташлы вошла в состав Ново-Юзеевской волости Белебеевского уезда. В 1923 году произошло укрупнение волостей, и деревня вошла в состав Шаранской волости Белебеевского кантона Башкирской АССР. В 1926 году жители деревни создали колхоз «Яна Юл», но он вскоре распался. В 1932 году произошёл большой пожар, уничтоживший две улицы. В том же году был вновь организован колхоз «Яна Юл».
В 1930 году в республике было упразднено кантонное деление, образованы районы. Деревня вошла в состав Кугарчин-Булякского сельсовета Бакалинского района, с 1935 года — в составе вновь образованного Шаранского района. В мае 1937 года из Кугарчин-Булякского сельсовета был выделен Нижне-Ташлинский. В 1939 году — деревня Верхне-Ташлы Нижне-Ташлинского сельсовета Шаранского района.
С начала 1950-х годов Верхне-Ташлы отмечается как село. В 1958 году оно вошло в состав колхоза «Победа».
В начале 1963 года в результате реформы административно-территориального деления село было включено в состав Туймазинского сельского района, с марта 1964 года — в составе Бакалинского, с 30 декабря 1966 года — вновь в Шаранском районе.
В 1999 году село по-прежнему входило в состав колхоза «Победа». В 2006—2015 годах действовал СПК «Ташлы».
По состоянию на 2013 год в личных подсобных хозяйствах села имелось 146 голов крупного рогатого скота (в том числе 81 корова), 41 овца, 1 коза и 3000 голов птицы.

## Население
| Год  | Методика              | Жителей | Мужчин | Женщин | Дворов | Преобладающие национальности/сословия                                 | Источники            |
| ---- | --------------------- | ------- | ------ | ------ | ------ | --------------------------------------------------------------------- | -------------------- |
| 1783 | IV ревизия            | 50      | 30     | 20     | н/д    | тептяри                                                               | [ 6 ] [ 7 ]          |
| 1795 | V ревизия             | 130     | 81     | 49     | 23     | 84 ясачных татарина, 46 тептярей                                      | [ 6 ] [ 7 ] [ 8 ]    |
| 1816 | VII ревизия           | н/д     | 58     | н/д    | н/д    | тептяри                                                               | [ 6 ] [ 7 ]          |
| 1834 | VIII ревизия          | н/д     | 87     | н/д    | н/д    | тептяри                                                               | [ 6 ] [ 7 ] [ 9 ]    |
| 1865 | текущий учёт          | 322     | 166    | 156    | 61     | 273 татарина и 49 башкир                                              | [ 11 ]               |
| 1895 | текущий учёт          | 544     | 276    | 268    | 87     | н/д                                                                   | [ 12 ]               |
| 1897 | перепись              | 545     | 254    | 291    | н/д    | все магометане                                                        | [ 25 ]               |
| 1902 | сведения земства      | н/д     | 232    | н/д    | 105    | припущенники (бывшие государственные крестьяне)                       | [ 26 ]               |
| 1905 | текущий учёт          | 639     | 325    | 314    | 112    | н/д                                                                   | [ 14 ]               |
| 1912 | подворная перепись    | 659     | 328    | 331    | 121    | государственные крестьяне из татар                                    | [ 15 ]               |
| 1917 | с/х перепись          | 601     | н/д    | н/д    | 108    | 598 жителей в 107 хозяйствах тептярей и 3 жителя в 1 хозяйстве башкир | [ 27 ]               |
| 1920 | перепись              | 583     | 275    | 308    | 120    | н/д                                                                   | [ 28 ]               |
| 1920 | перепись              | 629     | н/д    | н/д    | 121    | все татары                                                            | [ 29 ]               |
| 1925 | подготовка к переписи | н/д     | н/д    | н/д    | 99     | н/д                                                                   | [ 28 ]               |
| 1939 | перепись              | 599     | 267    | 332    | н/д    | н/д                                                                   | [ 20 ]               |
| 1959 | перепись              | 522     | 215    | 307    | н/д    | татары                                                                | [ 30 ] [ 31 ]        |
| 1970 | перепись              | 514     | 210    | 304    | н/д    | татары                                                                | [ 32 ] [ 33 ]        |
| 1979 | перепись              | 399     | 176    | 223    | н/д    | татары                                                                | [ 34 ] [ 35 ]        |
| 1989 | перепись              | 303     | 143    | 160    | н/д    | татары                                                                | [ 36 ] [ 37 ] [ 23 ] |
| 2002 | перепись              | 278     | 123    | 155    | н/д    | башкиры (71 %), татары (29 %)                                         | [ 37 ] [ 38 ]        |
| 2010 | перепись              | 248     | 111    | 137    | н/д    | н/д                                                                   | [ 39 ]               |
| 2021 | перепись              | 209     | н/д    | н/д    | н/д    | 158 башкир, 45 татар, 5 русских и 1 украинец                          | [ 40 ]               |

## Инфраструктура
В селе находятся объекты сельскохозяйственного производства — молочно-товарная ферма и зерноток, ранее также действовала машинно-тракторная мастерская, есть также два магазина и кладбище. Общая площадь деревянных жилых домов на 2013 год составляла 5956,9 м², каменных — 779,4 м². Село газифицировано, имеется водопровод, централизованная канализация отсутствует. Все объекты социальной инфраструктуры (школа, фельдшерско-акушерский пункт, сельский дом культуры с библиотекой, почтовое отделение) находятся в соседнем селе Нижние Ташлы.

### Комментарии
1. ↑  По официальным данным переписи.
2. ↑  По данным современного подсчёта по сохранившимся подворным карточкам.
3. ↑  При этом 198 жителей села использовали русский язык, 163 — башкирский, 44 — татарский и 1 — украинский языки